# Víctor Dávila
Víctor Alejandro Dávila Zavala (* 4. November 1997 in Iquique) ist ein chilenischer Fußballspieler. Der Stürmer ist seit Oktober 2018 chilenischer Nationalspieler.

## Karriere

### Verein
Der im nordchilenischen Iquique geborene Víctor Dávila startete seine Profikarriere beim CD Huachipato. Am 22. November 2014 (15. Spieltag) debütierte er bei der 1:3-Heimniederlage gegen Unión Española in der höchsten chilenischen Spielklasse, als er in der 56. Spielminute für Leandro Ezquerra eingewechselt wurde. Erst in der Apertura 2015 kam dem Offensivspieler zu weiteren Spielminuten, beendete diese aber ohne Tor nach neun Einsätzen. Sein erstes Ligator gelang ihm am 1. Oktober 2016 (8. Spieltag der Apertura) bei der 1:2-Auswärtsniederlage gegen den CD Universidad Católica. In der gesamten Spielzeit 2016/17 absolvierte er 16 Ligaspiele, in denen er einen Torerfolg verbuchen konnte.
Zur Saison 2017/18 wechselte Dávila zum mexikanischen Erstligisten Club Necaxa. Am 2. August 2017 debütierte er beim 2:1-Pokalsieg gegen die Mineros de Zacatecas für seinen neuen Verein, als er in der 78. Spielminute für Facundo Pereyra eingewechselt wurde. Zwei Wochen später traf er beim 4:0-Heimsieg gegen die Mineros de Zacatecas im Pokal erstmals. Aufgrund diverser Verletzungen bestritt er jedoch in der Apertura 2017 nur einen Kurzeinsatz. Der Sprung in die Startelf gelang ihm in der darauffolgenden Clausura 2018. Am 18. Februar 2018 (9. Spieltag der Clausura) erzielte er beim 3:0-Heimsieg gegen den CF Monterrey sein erstes Ligator. In dieser Clausura traf er in 15 Ligaeinsätzen vier Mal. Zusätzlich dazu konnte er mit den Rayos im April 2018 mit einem 1:0-Finalsieg gegen Deportivo Toluca die Clausura der Copa MX gewinnen.
Am 16. Juli 2018 stand er beim 1:0-Superpokalsieg gegen den CF Monterrey bis zur Schlussphase auf dem Platz. Der erste Doppelpack seiner Laufbahn gelang ihm am 29. Juli (2. Spieltag der Apertura) bei der 3:5-Auswärtsniederlage gegen die UNAM Pumas. In dieser Apertura 2018 erzielte er in 16 Ligaspielen sechs Treffer.
Am 18. Dezember 2018 wurde der Wechsel Dávilas zum Ligakonkurrenten CF Pachuca bekanntgegeben. Am 6. Januar 2019 (1. Spieltag der Clausura) debütierte er bei der 0:5-Heimniederlage gegen den CF Monterrey. Am 10. Februar (6. Spieltag der Clausura) erzielte er beim 2:0-Heimsieg gegen Monarcas Morelia sein erstes Ligator im Trikot der Tuzos. Anfang März 2019 zog er sich im Training eine Fibulafraktur zu, wodurch die Clausura 2019 für ihn nach neun Ligaeinsätzen und einem Tor beendet war. Nachdem er im August 2019 wieder auf den Platz zurückkehrt war, spielte er in der Apertura 2019 regelmäßig. Bis zum Abbruch der Spielzeit 2019/20 kam er in 20 Ligaspielen zum Einsatz, in denen ihm nur ein Treffer gelang.
Am 4. September 2020 (8. Spieltag der Apertura) erzielte er beim 3:1-Heimsieg gegen Atlético San Luis alle drei Tore seiner Mannschaft. In der Apertura 2020 gelangen ihm in 18 Ligaeinsätzen fünf Tore und drei Vorlagen.
Am 1. Januar 2021 wechselte Dávila zum Ligakonkurrenten Club León, wo er mit einem Vierjahresvertrag ausgestattet wurde. Ab August 2023 stand er bei ZSKA Moskau unter Vertrag. Seit September 2024 spielt er in Mexiko für CF América.

### Nationalmannschaft
Mit der chilenischen U-20-Nationalmannschaft nahm Dávila an der U20-Südamerikameisterschaft 2017 in Ecuador teil, wo er in allen vier Gruppenspielen auf dem Platz stand.
Am 12. Oktober 2018 debütierte er bei der 0:3-Testspielniederlage gegen Peru für die chilenische A-Nationalmannschaft, als er in der 61. Spielminute für Ángelo Sagal eingewechselt wurde.

## Erfolge
Club Necaxa
- Copa MX: Clausura 2018
- Supercopa MX: 2018